# Ромодановский, Григорий Петрович
Князь Григорий Петрович Ромодановский (ум. 1628) — известный русский военный и государственный деятель, голова, воевода, наместник, окольничий и боярин в царствование Ивана IV Васильевича Грозного, Фёдора Иоанновича, Бориса Годунова, Лжедмитрия I, Василия Шуйского и Михаила Фёдоровича Романова.

## Биография

### Происхождение
Старший сын московского дворянина князя Петра Борисовича Меньшого Ромодановского, упомянутого в 1559—1560 годах воеводой в Свияжске, внук князя Бориса Васильевича и правнук князя Василия Фёдоровича Стародубского-Ромодановского (родоначальника князей Ромодановских). Его младшим братом был князь Иван Петрович Ромодановский (ум. 1607).

### Служба при Иване Грозном
В 1573 году послан для переписи на службу дворян в Сторожевой полк. В 1577 году отправлен в Ржев Пустую для высалки в Лифляндию на службу детей боярских. В 1582 году велено ему быть сборщиком ратных людей в Новгороде. В 1583 году послан на берег Оки писать воевод и дворян в Сторожевой полк.

### Служба при Фёдоре Ивановиче
В 1586-1587 годах князь Григорий Ромодановский был первым воеводой в Михайлове, с наместником Василием Вердеревским. В 1587—1588 годах — первый воевода в Воронеже с Юрием Дмитриевым. В 1589 году второй осадный воевода в Новгороде на Софийской стороне и первый судья в Земляном городе, потом второй воевода Передового полка в походе против шведов. В 1589—1590 годах упомянут в свите царя Фёдора Ивановича во время шведского похода. В 1590 году голова в Государевом полку и приступной воевода в походе из Новгорода на шведов. В 1590—1591 годах князь Григорий Петрович Ромодановский был вторым воеводой полка левой руки при князе Андрее Ивановича Голицыне, а при нашествии крымцев обозный воевода под Москвой и по отступлении крымцев ему пожалован золотой и послан воеводой в Каширу. 10 июля «большие» воеводы были отпущены из полков, князь Григорий Петрович Ромодановский был оставлен воеводой полка левой руки. В 1591 году участвовал в штурме Ругодива, затем служил воеводой в Кашире, Коломне и Туле. В 1591 году по росписи полковых воевод в Новгороде князь Григорий Петрович Ромодановский был назначен первым воеводой сторожевого полка. Его товарищем и вторым воеводой сторожевого полка был объявлен князь Михаил Михайлович Путятин. Против назначения князя Г. П. Ромодановского стали местничать окольничий Михаил Глебович Салтыков (первый воевода передового полка) и князь Александр Фёдорович Жировой-Засекин (второй воевода передового полка).
В декабре 1591 года по новой полковой росписи князь Григорий Петрович Ромодановский был назначен первым воеводой передового полка, его товарищ и заместитель князь Владимир Кольцов-Мосальский затеял местническое дело. В 1592 году отправлен в Новгород, а оттуда письменным головою при князе Трубецком в походе против шведов, ходил с Передовым полком из Орешка в Тёсов, а оттуда водил к Выборгу сторожевой полк. В этом же году послан князем Мстиславским воевать шведские области в Кореле и при этом назначен первым посыльным воеводой Передового полка. По возвращении назначен первым воеводой в Орешек, а по второй росписи первый воевода в Новгороде в Сторожевом полку и на нарвском устье. В 1593 году по первой и второй росписи послан на Росну первым воеводой Передового полка, а по пришествии в Росну возглавил всё войско, а после по третьей росписи первый воевода Сторожевого полка. В 1594 году показан в дворянах и сидел третьим в Ответной палате при немецком посланнике. В 1595 году — второй воевода передового полка в Дедилове, а в 1596 году — первый воевода в Ливнах.
В мае-июне 1597 года Григорий Ромодановский был «приставом» у австрийского посла Авраама Бургграфа Даневского. Вначале «приставом» был назначен Петр Никитич Шереметев, но из-за местнического спора он был заменён князем Григорием Ромодановским. Во время посольства послан звать послов при представлении их Государю, сидел с ними в кривом государевом столе на обеде в их честь. В июне 1597 года Григорий Ромодановский был назначен третьим воеводой полка левой руки в Кашире.

### Служба при Борисе Годунове
В 1598 году царь Борис Годунов послал его в Тулу с большим полком вторым воеводой в связи с получением известий из Шацка и Воронежа о движении крымского хана Гази Герая к южной границе, потом был третьим головою и есаулом в государевом походе в Серпухов, в сентябре прислан в Белёв первым воеводой.
В 1599 году упомянут встречающим на первой государевой встрече шведского королевича Густава. В этом же году князь Григорий Петрович Ромодановский вместе с князем Григорием Константиновичем Волконским был отправлен на воеводство в Белгород, где упоминается в 1600 году первым воеводой.
В апреле 1601 года ходил «по крымским вестем» к Туле с большим полком 3-м воеводой; в июле послан в Ливны для «розмены крымских послов», но затем отставлен из-за болезни.
В 1602 году участвовал за посадом Москвы во встрече датского королевича Иоганна (ум. 1602), жениха царской дочери Ксении Борисовны Годуновой, к которому он был назначен первым приставом. В том же году князь Григорий Петрович Ромодановский был назначен первым воеводой сторожевого полка в Орле. Его заместителем и вторым воеводой стал князь Даниил Михайлович Барятинский. Оттуда он был отправлен на Северный Кавказ, где занимался строительство крепости Терки. В сентябре 1603 года отправлен вторым воеводой в Иван-город. В 1604 году показан стольником и при персидских послах стоял у государева стола вместо кравчего.

### Служба при Василии Ивановиче Шуйском
В мае 1606 года князь Григорий Петрович Ромодановский принимал участие в заговоре против самозванца Лжедмитрия І и его сторонников. Восставшие москвичи стали убивать и грабить поляков и литовцев, прибывших на царскую свадьбу и проживавших в Москве. Было перебито больше двухсот человек. Бояре приняли меры для защиты польских послов Николая Олесницкого и Александра Гонсевского и отправили к посольскому двору 500 стрельцов. Петр Никитич Шереметев и Григорий Петрович Ромодановский были отправлены с королевским послам с уверением в личной безопасности и от имени московских бояр просили польско-литовских послов и их свиту ничего не бояться, но взамен требовали не вмешиваться во внутренние дела государства. Королевские послы, успокоенные этим заявлением, выразили им свою благодарность.
В 1606 году князь Григорий Петрович Ромодановский был одиннадцатым советником в Меньшем совете и пожалован новым царем В. И. Шуйским в окольничие, после чего отправлен воеводой Сторожевого полка в Камаричи. В 1607 году второй воевода Передового полка, послан из Москвы в Тулу. В январе 1608 года во время свадьбы царя Василия Шуйского с Марией Буйносовой-Ростовской Григорий Ромодановский был назначен «ездить дозирать по воротам в Кремле».
Участвовал в военных действиях против Лжедмитрия ІІ и его сторонников. В июне 1608 года тушинский вор с войском подошел к Москве и укрепился в селе Тушино (на северо-западе от столицы). Василий Шуйский для защиты столицы выставил на Ходынке войско под командованием князя Михаила Васильевича Скопина-Шуйского и боярина Ивана Никитича Романова. Окольничий Григорий Петрович Ромодановский был назначен вторым воеводой передового полка. Ночью 24 июля тушинский гетман Роман Рожинский во главе польско-литовских войск напал на позиции русской рати на Ходынке. Поляки разбили и убили многих русских, захватили обоз и пушки. Василий Шуйский, сформировав новое войско, которое соединилось на Пресне (предместье столицы) и встретило польско-литовские полки. В ожесточенной битве под стенами Москвы русские воеводы, среди них был князь Григорий Петрович Ромодановский, разбили противника и преследовали его до Ходынки. В конце июля в тушинский лагерь прибыл литовский магнат Ян Петр Сапега с семитысячным войском. Вначале Сапега планировал соединиться с гетманом Рожинским и взять штурмом Москву, но Роман Рожинский не спешил с атакой на столицу, рассчитывая на измену среди сторонников Василия Шуйского. Тогда Ян Петр Сапега со своим войском отделился от Рожинского и двинулся на Троице-Сергиеву лавру. Григорий Ромодановский возглавлял передовой полк
В сентябре 1608 года царь Василий Шуйский отправил из Москвы в погоню за Яном Сапегой войско под командованием своего младшего брата Ивана Ивановича Шуйского, Григория Петровича Ромодановского и Василия Фёдоровича Головина. Григорий Ромодановский командовал передовым полком. 22 сентября русские полки настигли сапежинцев под селом Рахманцево, в окрестностях Москвы, и вступили с ними в бой. Вначале битвы под Рахманцевом московские воеводы выдержали две атаки польско-литовской конницы, перебив и взяв в плен многих поляков. Русские обратили в бегство полки Микулинского, Вилямовского и Стравинского. В центре они охватили полк Яна Сапеги и взяли всю его артиллерию. Сам староста усвятский и гетман Ян Петр Сапега едва избежал плена и был ранен в лицо, но не прекратил битву. Царские воеводы считали, что противник разгромлен, и не ожидали контратаки. Между тем Сапега вырвался из окружения и бросил в атаку две гусарские роты. Победа обратилась в поражение. Поляки и литовцы преследовали московские полки на протяжении четырёх миль. В бою Григорий Петрович Ромодановский лишился своего старшего сына Андрея, который был убит, находясь возле отца. «Храбрость и дородство», говорит летописец: «показал боярин и воевода передового полку князь Григорий Петрович Ромодановский; туто же у нево и сына его убиша князя Андрея». В результате русские воеводы потерпели поражение. Сторожевой полк под командованием Федора Головина не выдержал вражеского наступления, оставил свои позиции и смял половину большого полка и обратился в бегство, несмотря на усилия князя Григория Ромодановского.
В следующем 1609 году князь Григорий Петрович Ромодановский был назначен царём Василием Шуйским первым воеводой в Кашире. В 1610 году после разгрома русской армии в битве под Клушином многие города стали отпадать от Василия Шуйского и переходить на сторону тушинского вора. Коломенские воеводы князья Михаил Туренин и Фёдор Долгоруков стали отправлять грамоты по другим городам, призывая местных жителей присягнуть на верность Лжедмитрию. Каширцы принесли присягу на верность самозванцу. Каширский воевода князь Григорий Ромодановский, сохранивший верность царю Василию Шуйскому, отказывался присягать тушинскому вору и едва не был убит. Каширцы схватили своего воеводу и силой заставили его принести присягу на верность самозванцу. Однако в июле 1610 года после свержения царя Василия Шуйского и вступления польского войска в Москву окольничий Григорий Петрович Ромодановский принёс присягу на верность польскому королевичу Владиславу.
В 1611 году послан первым воеводой отряда войск против идущих в Переславлю поляков и на пути с ними бился. В это время первое народное ополчение под предводительством Прокопия Ляпунова осадило Москву, где находился польско-литовский гарнизон под командованием коменданта Александра Гонсевского и боярское правительство (Семибоярщина). Ян Петр Сапега со своей дивизией подошел к Москве и напал на позиции первого ополчения, но был отражен. Московский комендант Александр Гонсевский выделил на помощь Яну Сапеге польско-русский отряд и поручил ему совершить рейд на Рязанскую область, откуда были родом большинство участников первого ополчения. Во главе русского вспомогательного отряда, отправленного на соединение с Сапегой, находился окольничий князь Григорий Петрович Ромодановский.
В 1611—1612 годах во время осады Москвы первым и вторым земскими народными ополчениями Григорий Петрович Ромодановский находился в столице. Он был первым заместителем боярина Фёдора Ивановича Шереметева, который руководил Казенным двором. Кроме того, Григорий Ромодановский входил в русско-польскую комиссию, которая была создана, чтобы «чинить суд и расправу» в случае возникновения спорных дел между москвичами и поляками.

### Служба при Михаиле Фёдоровиче
В 1613 году князь Григорий Петрович Ромодановский подписал четырнадцатым грамоту об избрании на русский царский престол Михаила Фёдоровича Романова. В 1614 году был отправлен в Ливны для посольского размена с Крымским ханством. Г. Ромодановскому было поручено сопровождать посла князя Григория Волконского и дьяка Петра Евдокимова. В 1615 году на Пасху был пожалован в бояре и в это время его оклад составлял 400 рублей. В 1615—1616 годах отправлен из Москвы в Казань, чтобы расследовать дело о черемисском мятеже. Его помощниками были думный дворянин Кузьма Минин и дьяк Марко Поздеев. В 1617 году оставлен первым для охраны Москвы на время государева богомольного похода в Троице-Сергиев монастырь.
В июне этого же года был приглашён на обед к Государю, где затеял местнический спор, в связи с тем, что был посажен на четвёртое место, тогда как на третьем месте должен был сидеть князь Хованский Иван Андреевич Большой. На обед не поехал сказавшись больным, но князь Хованский понял в чём дело и бил челом Государю о бесчестии. По царскому указанию за Ромодановским были посланы стрельцы, Ромодановских явился к Государю, сказал, что болен от ран, но в свою очередь бил челом на Хованского, говоря: «на такого князя бить челом есть чем».
В 1618 году принимает участие первым осадным воеводой в руководстве обороной Москвы, осажденной польско-литовской армией под командованием королевича Владислава. Во время осады руководил обороной Никитских ворот, а также прилегающим участком от Никитских до Тверских ворот. Его помощниками были воевода Фёдор Пушкин, Дмитрий Аверкиев и дьяк Иван Мизинов. В сентябре 1618 года присутствовал на Земском соборе в Москве. В этом же году был при постановлении Филарета Никитича в московские патриархи и был приглашен к Государю на обед по такому случаю.
В декабре 1618 года после отступления королевича Владислава от Москвы боярин князь Григорий Ромодановский был отправлен из столицы в Можайск «разбирать дворян и детей боярских», бывших там с боярином князем Борисом Михайловичем Лыковым. Его товарищем был назначен окольничий Артемий Васильевич Измайлов, который стал с ним местничать. Расследование этого местнического дела было очень шумным: «У Артемия шум с ним был», «а браняся перед боярами, Измайлов попрекал Ромодановских разрядами» и за это был посажен в темницу.
В феврале 1619 года князь Григорий Ромодановский вместе с князем Иваном Фёдоровичем Волконским был назначен первым судьёю. в Московский судный приказ. В 1621 году упоминается при приёмах у патриарха и при приёме английского посла. В 1622 году отправлен в Кострому, чтобы разбирать дворян и детей боярских, «кому мочно быть на государевой службе по вестям литовским». В этом же году при приглашении к столу Государя, был назначен сидеть вторым, а первым боярин и князь Юрий Еншеевич Сулешев, с которым затеял местнический спор, ссылаясь на то, что при крымском размене в Ливнах в 1614 году, для князя Сулешева Ахмет-Паша ездил в шатёр к князю Ромодановскому, но дело проиграл и с этим согласился. В январе 1623 года был отправлен на воеводство в Великий Новгород, где находился три года. В апреле 1626 года присутствовал у царского стола. Во время мирных переговоров со Швецией Г. П. Ромодановский получил разрешение именоваться наместником брянским. В декабре этого же года для встречи турецких послов грека Фомы Кантакузина выделил десять «даточных людей».
Боярин князь Григорий Петрович Ромодановский, находясь в Москве, принимал участие в придворной жизни. В августе 1619 и мае 1620 годов Григорий Ромодановский в составе других бояр и вельмож оставался ведать столицу во время отсутствия царя. Много раз приглашался на торжественные обеды у царя (март и июнь 1619, апрель 1620, апрель, май, август и сентябрь 1621, апрель, июнь, июль и сентябрь 1622, июль 1626 и сентябрь 1627) и патриарха (август и декабрь 1622). Боярин и князь Пётр Григорьевич упоминается в местническом деле с окольничим Семёном Васильевичем Головиным, дело выиграл, но год местничества не указан.
В 1628 году боярин князь Григорий Петрович Ромодановский скончался, о чём имеется запись в Боярской книге.

## Семья
Вдове его старице Марфе с детьми Иваном, Григорием и Фёдором в мае 1644 года были отказаны в вотчину поместья в с. Волочек Волоцкого стана Вяземского уезда.
- Князь Ромодановский Андрей Григорьевич — погиб в сентябре 1608 года в бою с поляками под Рахманцевом, бездетный (не путать с Андреем Григорьевичем Ромодановским).
- Князь Ромодановский Василий Григорьевич Большой — воевода.
- Князь Ромодановский Иван Григорьевич Большой — в 1618 году рында при представлении Государю шведских послов.
- Князь Ромодановский Пётр Григорьевич — голова и воевода.
- Князь Ромодановский Василий Григорьевич Меньшой — воевода и боярин.
- Князь Ромодановский Фёдор Григорьевич — воевода и боярин.
- Князь Ромодановский Иван Григорьевич Меньшой (ум. 1655) — стольник и воевода.
- Князь Ромодановский Григорий Григорьевич — воевода, наместник и окольничий, погиб в 1682 году во время Стрелецкого бунта.